# Mittelmeerspiele 2022/Gewichtheben
Die Wettbewerbe im Gewichtheben der Mittelmeerspiele 2022 fanden vom 1. bis 4. Juli 2022 im algerischen Oran statt.
Die Wettkämpfe wurden in der EMEC-Halle im Hamou Boutlélis Sportpalast ausgetragen. Es waren 68 Athleten angemeldet, 41 Männer aufgeteilt auf fünf Gewichtsklassen und 27 Frauen in drei Gewichtsklassen. Es wurden Entscheidungen im Reißen und im Stoßen ausgetragen; Zweikampf-Entscheidungen gab es nicht.
Erfolgreichste Nation war Italien mit sechs Goldmedaillen, einer Silbermedaille und zwei Bronzemedaillen.

## Medaillengewinner

### Männer
| Klasse   | Disziplin | Gold               | Gold   | Silber                | Silber | Bronze          | Bronze |
| – 61 kg  | Reißen    | Ferdi Hardal       | 124 kg | Ahmed Eltamadi        | 120 kg | Amine Bouhijbha | 116 kg |
| – 61 kg  | Stoßen    | Ferdi Hardal       | 153 kg | Ahmed Eltamadi        | 152 kg | Amine Bouhijbha | 150 kg |
| – 73 kg  | Reißen    | Mirko Zanni        | 150 kg | Erkand Qerimaj        | 149 kg | Karem Ben Hnia  | 147 kg |
| – 73 kg  | Stoßen    | Karem Ben Hnia     | 185 kg | Muhammed Furkan Özbek | 184 kg | Mirko Zanni     | 177 kg |
| – 89 kg  | Reißen    | Antonino Pizzolato | 172 kg | Karim Abokahla        | 171 kg | Faris Touairi   | 161 kg |
| – 89 kg  | Stoßen    | Antonino Pizzolato | 213 kg | Karim Abokahla        | 212 kg | Brandon Vautard | 192 kg |
| – 102 kg | Reißen    | Marcos Ruiz        | 175 kg | Aymen Bacha           | 174 kg | Cristiano Ficco | 164 kg |
| – 102 kg | Stoßen    | Aymen Bacha        | 210 kg | Marcos Ruiz           | 208 kg | Ahmed Ali       | 208 kg |
| +102 kg  | Reißen    | Walid Bidani       | 202 kg | Man Asaad             | 197 kg | Ahmed Gaber     | 170 kg |
| +102 kg  | Stoßen    | Man Asaad          | 247 kg | Walid Bidani          | 235 kg | Ahmed Gaber     | 231 kg |

### Frauen
| Klasse  | Disziplin | Gold               | Gold   | Silber             | Silber | Bronze          | Bronze |
| – 49 kg | Reißen    | Giulia Imperio     | 83 kg  | Atenery Hernández  | 78 kg  | Şaziye Erdoğan  | 75 kg  |
| – 49 kg | Stoßen    | Giulia Imperio     | 97 kg  | Atenery Hernández  | 96 kg  | Şaziye Erdoğan  | 95 kg  |
| – 59 kg | Reißen    | Lucrezia Magistris | 95 kg  | Sofia Georgopoulou | 94 kg  | Cansel Özkan    | 92 kg  |
| – 59 kg | Stoßen    | Ghofrane Belkhir   | 115 kg | Lucrezia Magistris | 114 kg | Basma Ibrahim   | 113 kg |
| – 71 kg | Reißen    | Neama Said         | 101 kg | Maghnia Hammadi    | 100 kg | Nuray Güngör    | 99 kg  |
| – 71 kg | Stoßen    | Neama Said         | 125 kg | Nuray Güngör       | 122 kg | Maghnia Hammadi | 121 kg |

## Medaillenspiegel
| Platz | Land         | Gold | Silber | Bronze | Gesamt |
| ----- | ------------ | ---- | ------ | ------ | ------ |
| 01    | Italien      | 6    | 1      | 2      | 9      |
| 02    | Tunesien     | 3    | 1      | 3      | 7      |
| 03    | Ägypten      | 2    | 4      | 4      | 10     |
| 04    | Türkei       | 2    | 2      | 4      | 8      |
| 05    | Spanien      | 1    | 3      | —      | 4      |
| 06    | Algerien     | 1    | 2      | 2      | 5      |
| 07    | Syrien       | 1    | 1      | —      | 2      |
| 08    | Albanien     | —    | 1      | —      | 1      |
| 08    | Griechenland | —    | 1      | —      | 1      |
| 10    | Frankreich   | —    | —      | 1      | 1      |
| Total | Total        | 16   | 16     | 16     | 48     |